# Горнолыжный спорт на зимних Азиатских играх 2011
Горнолыжный спорт на зимних Азиатских играх 2011 — комплекс соревнований, проводившихся в рамках
VII зимних Азиатских игр (2011), в которых участвовали ведущие горнолыжники стран Азиатского континента. Соревнования проводились в урочище Чимбулак близ Алматы.

## Медалисты

### Мужчины
| Дисциплины       | Золото          | Серебро         | Бронза                  |
| ---------------- | --------------- | --------------- | ----------------------- |
| Супергигант      | Игорь Закурдаев | Дмитрий Кошкин  | Мохаммад Киадарбандсари |
| Скоростной спуск | Дмитрий Кошкин  | Игорь Закурдаев | Юн Дун Хьюн             |
| Суперкомбинация  | Юн Дун Хьюн     | Игорь Закурдаев | Ким Ву Сун              |

### Женщины
| Дисциплины       | Золото           | Серебро          | Бронза           |
| ---------------- | ---------------- | ---------------- | ---------------- |
| Супергигант      | Ким Сун Ё        | Людмила Федотова | Юнг Хай Ме       |
| Скоростной спуск | Ким Сун Ё        | Людмила Федотова | Ксения Строилова |
| Суперкомбинация  | Людмила Федотова | Джонг Со Ра      | Ксения Строилова |